# Lawrence Moten
Lawrence Edward Moten III (Washington D. C.; 25 de marzo de 1972) es un exjugador de baloncesto estadounidense que disputó 3 temporadas en la NBA, además de jugar en la liga griega y en diversas ligas menores de su país. Con 1,96 metros de estatura, jugaba en la posición de escolta.

## Trayectoria deportiva

### Universidad
Jugó durante cuatro temporadas con los Orangemen de la Universidad de Siracusa en las que promedió 19,3 puntos, 4,9 rebotes y 2,5 asistencias por partido. En su primera temporada fue elegido Rookie del Año de la Big East Conference, y en las tres restantes incluido en el mejor quinteto de la conferencia. Es el máximo anotador de todos los tiempos de los Orangemen, por encima de jugadores como Derrick Coleman o John Wallace, con 2.334 puntos conseguidos. En 1995 fue incluido en el tercer equipo All-America.

### Profesional
Fue elegido en la trigésimo sexta posición del Draft de la NBA de 1995 por Vancouver Grizzlies, con los que firmó por dos temporadas. Allí jugó como suplente de Anthony Peeler, siendo su mejor campaña la segunda, en la que promedió 6,7 puntos y 1,9 asistencias.
En 1997 se marchó a jugar a Grecia, al Papagou BC, en su única experiencia internacional. Regresó para jugar en los La Crosse Bobcats de la CBA hasta que fue reclamado por los Washington Wizards con los que encadenó dos contratos de 10 días. Jugó 8 partidos, en los que promedió 1,1 puntos.
A partir de ese momento jugó en diferentes ligas menores estadounidenses, incluso en la recién creada en 2001 NBA D-League con los Mobile Revelers, participando en 8 partidos en los que promedió 9,0 puntos y 2,1 rebotes.

## Estadísticas de su carrera en la NBA

### Temporada regular
| Temporada | Edad | Equipo              | Liga | P   | TIT | MIN  | TC  | TCA | %TC  | 3P  | 3PA | %3P  | TL  | TLA | %TL  | R.OF. | R.DEF. | REB | ASIS | ROB | TAP | PER | FP  | PTS |
| 1995-96   | 23   | Vancouver Grizzlies | NBA  | 44  | 3   | 13.0 | 2.5 | 5.6 | .453 | 0.4 | 1.3 | .327 | 1.1 | 1.7 | .653 | 0.8   | 0.6    | 1.4 | 1.1  | 0.7 | 0.2 | 1.0 | 1.2 | 6.6 |
| 1996-97   | 24   | Vancouver Grizzlies | NBA  | 67  | 18  | 18.1 | 2.6 | 6.6 | .388 | 0.6 | 2.1 | .291 | 1.0 | 1.5 | .646 | 0.6   | 1.1    | 1.8 | 1.9  | 0.7 | 0.4 | 1.2 | 1.2 | 6.7 |
| 1997-98   | 25   | Washington Wizards  | NBA  | 8   | 0   | 3.4  | 0.4 | 1.6 | .231 | 0.0 | 0.1 | .000 | 0.4 | 0.5 | .750 | 0.1   | 0.0    | 0.1 | 0.4  | 0.0 | 0.0 | 0.1 | 0.8 | 1.1 |
| Total     |      |                     | NBA  | 119 | 21  | 15.2 | 2.4 | 5.9 | .408 | 0.5 | 1.7 | .299 | 1.0 | 1.5 | .652 | 0.7   | 0.8    | 1.5 | 1.5  | 0.6 | 0.3 | 1.1 | 1.2 | 6.3 |